# Дарсигов, Муса Юсупович
Муса Юсупович Дарсигов (1 августа 1939, с. Базоркино Чечено-Ингушской АССР — 4 октября 2008, с. Новый Редант, Ингушетия) — ингушский советский и российский общественно-политический деятель. Народный депутат СССР (1989—1991).

## Биография
Родился в селе Базоркино, Пригородного района, Чечено-Ингушской АССР. Муса Юсупович из простой крестьянской семьи. По происхождению — ингуш. Выходец из рода Полонкоевых. В возрасте 6 лет вместе с семьей и всем ингушским народом был депортирован  в Целиноградскую область Казахской АССР . В 1956 году окончил школу в Михайловском районе Целиноградской области. Трудовую деятельность начал в 1948 году в колхозе Вишневского района Целиноградской области, шофером. В 1960 году после ссылки вместе с семьей вернулся на родину. С этого же года начинает работать бригадиром в совхозе «Алханчурсткий» Малгобекского района ЧИАССР. Он был лучшим животноводом ЧИАССР. В постсоветское время Муса Дарсигов принимал участие в работе многих благотворительных организаций. В последние годы возглавлял ГУП «Новый Редант». 

## Политическая и государственная деятельность
- В 1974 году вступает в ряды КПСС.
- 26 марта 1989 г. Муса Дарсигов всенародно избирается депутатом СССР.
- 31 мая 1989 г. на съезде Верховного Совета СССР избирается членом «комитета Верховного Совета по делам национальностей».
- 26 июня 1989 г. Членом комиссии «Совета Национальностей по национальной и межнациональным отношениям».
- В 1991 г. член Совета союза.

Муса Юсупович лично в руки передал обращение 60 тысяч ингушских избирателей Михаилу Горбачёву и призвал народных депутатов Верховного Совета СССР поддержать ингушский народ и рассмотреть вопрос о восстановлении в составе РСФСР Ингушской автономии. В те годы Мусса Юсупович первым начал работу по возвращению из забвения имён героев Великой Отечественной войны ингушской национальности, в частности, защитников Брестской крепости..
К концу второго года своего депутатства Дарсигов добивается еще одного шага на пути к созданию ингушской государственности. Его усилия приводят к созданию Комиссии Совета национальностей Верховного Совета СССР для рассмотрения обращений ингушского населения, суть которых состоит в реабилитации ингушского народа, восстановлении его автономии, существовавшей до 1934 года, и определения ее столицы в правобережной части города Владикавказа.

## Закон о репрессированных народах
При активном участии Мусы Дарсигова Верховный Совет СССР принял закон о реабилитации репрессированных народов. Над выходом в свет этого документа трудились многие люди, но важную роль в этом движении сыграл Муса Юсупович Дарсигов, как, впрочем, и в проведении референдума об образовании ингушской государственности.

## Награды и премии
- Орден Знак Почёта 1989
- Орден Трудового Красного Знамени
- Орден Трудовой Славы
- Орден «За заслуги» (Ингушетия) дважды
- Медаль «В ознаменование 100-летия со дня рождения Владимира Ильича Ленина»
- Орден Миротворца 1 степени (Всемирный благотворительный альянс «Миротворец»)

## Семья
Сын Дарсигов Магомед Мусаеве является депутатом Народного Собрания Республики Ингушетии шестого созыва, членом комитета по аграрной политике и природопользованию..